# Copa de la Liga de Segunda División B 1984
La Copa de la Liga de Segunda División "B" de 1984 fue la segunda edición del campeonato en esta categoría. De nuevo volvieron a celebrarse dos torneos diferentes para el Grupo I y para el Grupo II otorgándose de nuevo el derecho a los vencedores de participar en la Copa de la Liga de Primera División la temporada siguiente. A diferencia de la edición del año anterior, en esta ocasión la participación de equipos fue mucho menor, entrando en liza tan solo nueve equipos del Grupo I y once del Grupo II.
Dos nuevos equipos se proclamarían campeones en esta ocasión, el Nástic de Tarragona y el Club Deportivo Antequerano.

## Grupo I
Como ocurrió en la temporada anterior el, por entonces Club Deportivo Hospitalet, prefirió participar en el torneo del Grupo I teniendo en cuenta la menor distancia de los desplazamientos que debía afrontar a pesar de haber estado encuadrado en el Grupo II durante la temporada regular.

### Primera Ronda
Se dispusieron cuatro duelos para esta primera ronda, quedando el Endesa Andorra a la espera de la segunda. La ida se disputó los días 2 y 3 de junio, dejando para el día 6 los partidos de vuelta.
| Equipo local      | Equipo visitante    | Ida   | Vuelta            |
| ----------------- | ------------------- | ----- | ----------------- |
| CD Hospitalet     | Nástic de Tarragona | 1 - 0 | 1 - 5             |
| Sestao Sport Club | CD Logroñés         | 3 - 1 | 1 - 3 (pr.+ pen.) |
| CD Binéfar        | SD Huesca           | 3 - 0 | 1 - 2             |
| UD Lérida         | FC Andorra          | 2 - 1 | 1 - 1             |

### Segunda Ronda
El Lérida sería quien tuviera que enfrentarse al Endesa Andorra en esta segunda ronda pasando el resto de equipos directamente a semifinales. El día 10 de junio se jugaría la ida y el 13 la vuelta.
| Equipo local | Equipo visitante | Ida   | Vuelta |
| ------------ | ---------------- | ----- | ------ |
| UD Lérida    | Endesa Andorra   | 1 - 0 | 3 - 2  |

### Fase Final
Los cuatro equipos clasificados resolvieron en dos eliminatorias, jugadas en la segunda quincena de junio, quien se alzaría con el título.
|  | Semifinales               | Semifinales               | Semifinales                     |   |             | Final                     | Final                     | Final                     |  |
|  | 16 de junio - 21 de junio | 16 de junio - 21 de junio | 16 de junio - 21 de junio       |   |             | 26 de junio - 30 de junio | 26 de junio - 30 de junio | 26 de junio - 30 de junio |  |
|  |                           |                           |                                 |   |             |                           |                           |                           |  |
|  |                           |                           |                                 |   |             |                           |                           |                           |  |
|  | CD Logroñés               | 1                         | 3                               |   |             |                           |                           |                           |  |
|  | CD Logroñés               | 1                         | 3                               |   |             |                           |                           |                           |  |
|  | CD Binéfar                | 1                         | 1                               |   |             |                           |                           |                           |  |
|  | CD Binéfar                | 1                         | 1                               |   | CD Logroñés | 3                         | 2                         |                           |  |
|  |                           |                           |                                 |   | CD Logroñés | 3                         | 2                         |                           |  |
|  |                           |                           | Nástic de Tarragona (pr.+ pen.) | 2 | 3           |                           |                           |                           |  |
|  | UD Lérida                 | 0                         | Nástic de Tarragona (pr.+ pen.) | 2 | 3           | 0                         |                           |                           |  |
|  | UD Lérida                 | 0                         |                                 |   |             | 0                         |                           |                           |  |
|  | Nástic de Tarragona       | 0                         | 2                               |   |             |                           |                           |                           |  |
|  | Nástic de Tarragona       | 0                         | 2                               |   |             |                           |                           |                           |  |
|  |                           |                           |                                 |   |             |                           |                           |                           |  |

|                             |
| Campeón                     |
| Club Gimnàstic de Tarragona |
| 1.º título                  |

## Grupo II

### Primera Ronda
El Calvo Sotelo no participó en esta ronda al quedar exento. La eliminatoria se celebró los días 3 y 6 de junio.
| Equipo local             | Equipo visitante | Ida   | Vuelta |
| ------------------------ | ---------------- | ----- | ------ |
| RSD Alcalá               | AD Parla         | 0 - 0 | 2 - 0  |
| Lorca Deportiva          | CD Alcoyano      | 2 - 0 | 2 - 2  |
| CD Badajoz               | Talavera CF      | 1 - 0 | 5 - 2  |
| Córdoba CF               | CD Antequerano   | 1 - 3 | 1 - 0  |
| Real Balompédica Linense | Jerez Deportivo  | 3 - 3 | 1 - 5  |

### Segunda Ronda
A pesar de realizarse el sorteo y fijarse las fechas de esta eliminatoria para los días 10 y 13 de junio ninguno de los partidos llegó a disputarse por exclusión del Lorca y del Jerez Deportivo por lo que el resto de equipos clasificados incluido el Calvo Sotelo accedieron directamente a las semifinales.
| Equipo local | Equipo visitante | Ida   | Vuelta |
| ------------ | ---------------- | ----- | ------ |
| Calvo Sotelo | Jerez Deportivo  | Susp. | Susp.  |
| CD Badajoz   | Lorca Deportiva  | Susp. | Susp.  |

### Fase Final
Al igual que en el Grupo I, las eliminatorias de semifinales y final se jugaron durante la segunda quincena de junio de 1984.
|  | Semifinales                | Semifinales               | Semifinales               |   |                            | Final                     | Final                     | Final                     |  |
|  | 16 de junio - 21 de junio  | 16 de junio - 21 de junio | 16 de junio - 21 de junio |   |                            | 26 de junio - 30 de junio | 26 de junio - 30 de junio | 26 de junio - 30 de junio |  |
|  |                            |                           |                           |   |                            |                           |                           |                           |  |
|  |                            |                           |                           |   |                            |                           |                           |                           |  |
|  | CD Antequerano (pr.+ pen.) | 0                         | 1                         |   |                            |                           |                           |                           |  |
|  | CD Antequerano (pr.+ pen.) | 0                         | 1                         |   |                            |                           |                           |                           |  |
|  | CD Badajoz                 | 0                         | 1                         |   |                            |                           |                           |                           |  |
|  | CD Badajoz                 | 0                         | 1                         |   | CD Antequerano (pr.+ pen.) | 2                         | 0                         |                           |  |
|  |                            |                           |                           |   | CD Antequerano (pr.+ pen.) | 2                         | 0                         |                           |  |
|  |                            |                           | RSD Alcalá                | 2 | 0                          |                           |                           |                           |  |
|  | RSD Alcalá                 | 2                         | RSD Alcalá                | 2 | 0                          | 0                         |                           |                           |  |
|  | RSD Alcalá                 | 2                         |                           |   |                            | 0                         |                           |                           |  |
|  | Calvo Sotelo               | 0                         | 1                         |   |                            |                           |                           |                           |  |
|  | Calvo Sotelo               | 0                         | 1                         |   |                            |                           |                           |                           |  |
|  |                            |                           |                           |   |                            |                           |                           |                           |  |

|                            |
| Campeón                    |
| Club Deportivo Antequerano |
| 1.º título                 |

| Predecesor: 1983 | Copa de la Liga 1984 | Sucesor: 1985 |

- Datos: Q5787707